# Michael Niemeier
Michael Niemeier (* 1960 in Hildesheim) ist ein deutscher Verwaltungsjurist. Er war von 2019 bis 2022 Vizepräsident des Bundesamtes für Verfassungsschutz.

## Leben
Nach dem Abitur studierte Niemeier Rechtswissenschaften an der Universität Mannheim. 1991 trat er in das Bundesministerium des Innern ein und wurde von 1993 bis 1999 als Referent auf mehreren Dienstposten der Abteilungen Verfassungs-/Staatsorganisationsrecht sowie Polizeiangelegenheiten eingesetzt. Anschließend nahm er bis Juni 2009 als Austauschbeamter unter anderem Funktionen als Referent, Referatsleiter und Berater im Kabinett der französischen Innenministerin Michèle Alliot-Marie in Paris wahr.
Im Juli 2009 wurde Niemeier zum Direktor beim Bundeskriminalamt und Abteilungsleiter für Internationale Koordinierung mit Dienstort Berlin ernannt. Anschließend kehrte er 2016 in das BMI zurück und war dort Referatsleiter G 3 (Internationale Angelegenheiten) sowie in Personalunion Beauftragter des BMI für Nordafrika. 
Danach war er vom 21. Januar 2019 bis Juni 2022 Vizepräsident des Bundesamtes für Verfassungsschutz (BfV). Im Juni 2022 übernahm er im Amte eines Ministerialdirigenten die Leitung des Stabes E (Internationale und EU-Angelegenheiten) im Bundesministerium des Innern und für Heimat.

## Schriften (Auswahl)
- Annette Herz, Michael Niemeier: Freund und Helfer – Das BKA unterstützt den Aufbau einer bürgernahen Polizei in Nordafrika. In: zeitschrift-ip.dgap.org. Deutsche Gesellschaft für Auswärtige Politik, 1. Juli 2016, abgerufen am 30. Januar 2019.